# Edificio La Unión y el Fénix Español (Madrid)
El edificio La Unión y el Fénix Español, destinado a ser la sede de la antigua compañía de seguros La Unión y el Fénix Español, fue uno de los primeros rascacielos de la ciudad española de Madrid. Desde 2006 alberga el hotel Petit Palace Alcalá Torre, de la cadena High Tech.

## Historia

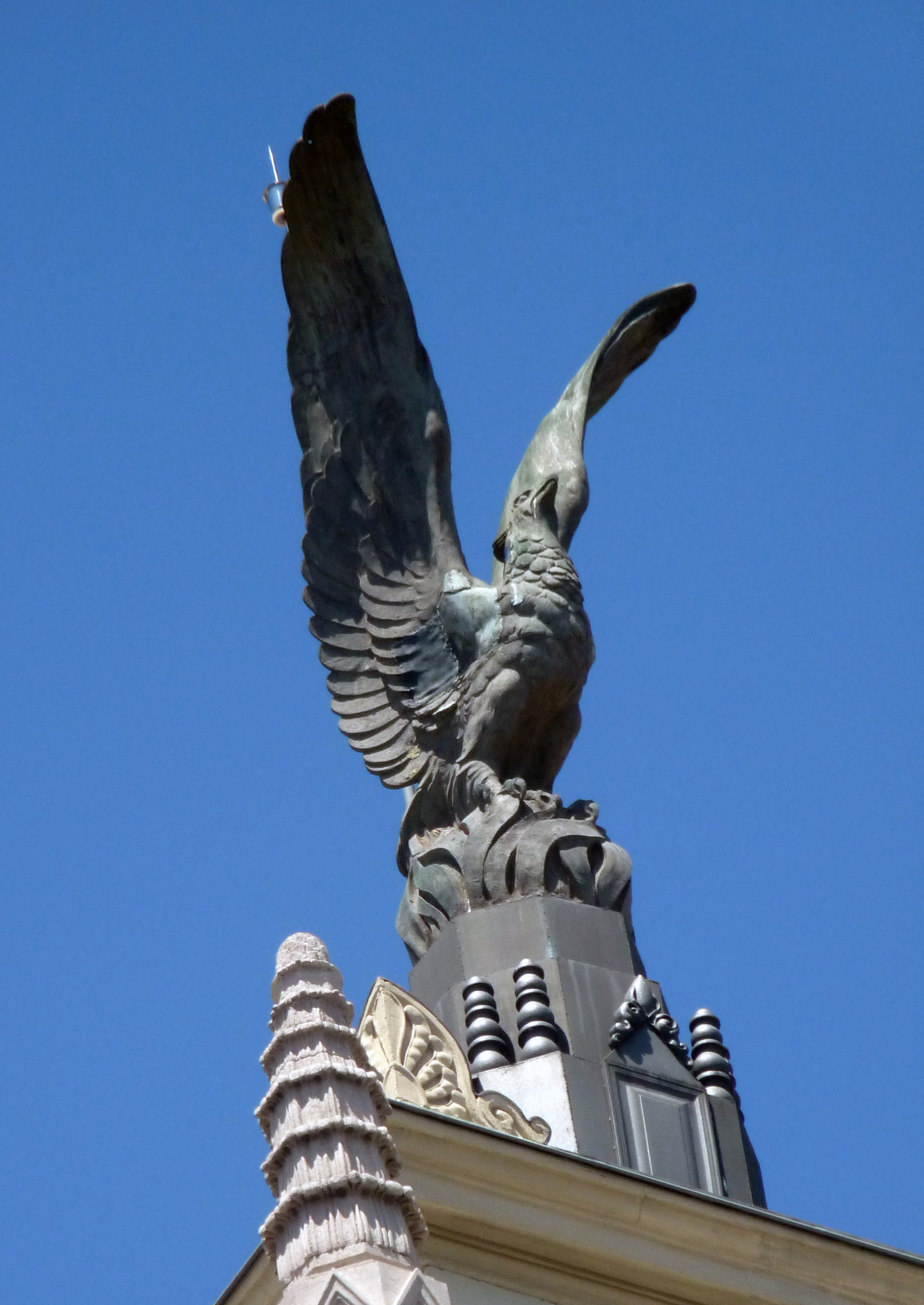
Ave Fénix en la cúspide del edificio.

Fue construido entre los años 1928 y 1931, según el proyecto del arquitecto Modesto López Otero, y con la colaboración de Miguel de los Santos. La contrata de las obras correspondió a la empresa Valentín Vallhonrat. La autoría de la escultura que corona el edificio corresponde al «escultor Camps», cuya identidad es dudosa, pudiendo atribuirse bien a Vicente Camps Bru o bien a Josep Maria Camps i Arnau.
El solar sobre el que se construyó se adquirió por la suma de dos millones de pesetas en el año 1928. Una de las premisas del proyecto era integrar el edificio de forma armónica con la contigua iglesia de las Calatravas, con la que terminó conformando una unidad urbana.

## Descripción
Está situado en el número 23 de la calle de Alcalá, haciendo esquina con el número 2 de la calle Virgen de los Peligros. El edificio se trata de una de las obras más notorias de su arquitecto y su diseño supone una evolución de López Otero desde el «eclecticismo regionalista» de sus primeras obras a un estilo más «maduro», después de visitar Estados Unidos o Viena, con clara influencia del estilo art-decó. Cuenta con 12 plantas. La estación de Metro más cercana es la de Sevilla, en la línea 2.